# Lomnice nad Popelkou
Lomnice nad Popelkou là một thị trấn thuộc huyện Semily, vùng Liberecký, Cộng hòa Séc.